# Chaetodipus dalquesti
Chaetodipus dalquesti е вид бозайник от семейство Торбести скокливци (Heteromyidae). Видът е световно застрашен, със статут Уязвим.

## Разпространение
Разпространен е в Мексико (Южна Долна Калифорния).